# Death in the Afternoon
Death in the Afternoon is een non-fictie boek van Ernest Hemingway, gelardeerd met fictieve passages, uit 1932 over de ceremonie en de tradities van het Spaanse stierenvechten. Het boek biedt een blik op de geschiedenis en de door hem ervaren pracht en grootsheid van het stierenvechten. Het bevat ook een diepere beschouwing van de aard van angst en moed. 
Wat Hemingway aansprak, was het ongeëvenaarde drama van het stierenvechten ("the emotional and spiritual intensity and pure classic beauty that can be produced by a man, an animal, and a piece of scarlet serge draped on a stick.") Hij legt technische aspecten van deze gevaarlijke sport uit, waardoor het door liefhebbers nog steeds als een van de beste boeken over stierenvechten wordt beschouwd. Tevens biedt het enig inzicht in markante elementen van vooral de Spaanse en Latijnse cultuur, zoals machismo.